# Gabe Newell
Gabe Logan Newell (Seattle, Washington; 3 de noviembre de 1962) es el cofundador y director general de la empresa desarrolladora de videojuegos y de distribución digital Valve Software.

## Carrera

El logotipo de Half-Life, el primer proyecto de Gabe Newell tras fundar Valve.

Newell dejó sus estudios en la Universidad de Harvard para trabajar con Microsoft, donde junto a Mike Harrington desarrolló proyectos como WINDOWS NT y OS/2.
Newell, que se hizo millonario tras trabajar 13 años para Microsoft, fundó Valve Software en 1996 junto con Mike Harrington, otro antiguo empleado de Microsoft. Inmediatamente utilizaron su dinero para empezar la nueva compañía y desarrollar el primer juego de Valve, Half-Life.
Más adelante, y después del éxito de Half-Life, Newell decidió trabajar en una secuela. Paralelamente, pasó varios meses en este periodo trabajando en el proyecto de Steam.
En 2007, Newell expresó de forma abierta su descontento sobre el desarrollo de su software para consolas, particularmente en PlayStation 3. En relación con el sistema, Newell una vez indicó que los procesos de desarrollo para la consola en general eran "una pérdida de tiempo para todos". y un "desastre en muchos niveles (...) yo diría, incluso a estas alturas, que deberían cancelarlas y hacerlas de nuevo. Deberían decir simplemente: 'esto fue un terrible desastre y nos disculpamos, vamos a dejar de vender esto y vamos a dejar de tratar de convencer a la gente para que desarrolle juegos para ella'". Sin embargo, en el E3 de 2010, Newell apareció en el escenario durante la presentación de Sony; mientras que no se retractó de sus comentarios anteriores sobre el desarrollo para consolas, discutió la naturaleza abierta de la plataforma PlayStation 3, y anunció que Portal 2 sería lanzado para esta plataforma, haciendo hincapié que utilizaría Steamworks y que sería la mejor versión en consolas.
En marzo del 2013, Newell recibió el premio BAFTA Academy Fellowship por su sobresaliente y excepcional contribución creativa en el mundo de los videojuegos.
Newell también ha criticado el servicio de Xbox Live, refiriéndose al mismo como "un desastre total". También ha sido muy crítico con el sistema operativo de Microsoft Windows 8, tildándolo de "catástrofe". Newell comenta que el éxito de Valve fue gracias a la naturaleza generalmente abierta del Ordenador de sobremesa, y considera dicho sistema operativo una amenaza para esa naturaleza abierta.
En diciembre de 2010, Forbes se refirió a Newell como "Un nombre que debes conocer", principalmente por su trabajo con Steam y sus colaboraciones con múltiples desarrolladores de primer nivel. En marzo de 2012, Forbes calculó que su fortuna total era de 1.500 millones de dólares, colocándole en la posición 854 de un total de 1.226 millonarios globales. En 2016, su fortuna se calculó en aproximadamente 2200 millones de dólares. En diciembre de 2021, Forbes estimó que Newell tenía un patrimonio neto de 3900 millones de dólares estadounidenses y poseía al menos una cuarta parte de Valve. Según Charlie Fish, autor de The History of Video Games, en 2021 Newell era la persona más rica de la industria de los videojuegos.

## Altruismo
Newell es el propietario de Inkfish, una organización de investigación marina y, a su vez, del Hadal Exploration System, una plataforma privada de exploración de aguas profundas. Por otro lado, en 2014 fundó, junto a Yahn Bernier, el equipo de automovilismo The Heart of Racing, que recauda fondos para organizaciones benéficas para niños en Seattle y Nueva Zelanda.

## Vida personal
Gabe Newell se casó en 1996 con Lisa Mennet Newell, con quien tiene dos hijos.
Newell sufrió de distrofia endotelial de Fuchs, una enfermedad congénita que destruye la córnea lentamente. En 2006 y 2007 recibió dos trasplantes de córnea, que lo curaron por completo.
Sus juegos favoritos son Super Mario 64 y Doom. Este último le convenció de que los videojuegos eran el futuro del entretenimiento, y Super Mario 64 le convenció de que los videojuegos eran arte.